# Dan Jeannotte
Daniel Jeannotte, detto Dan (Montréal, 22 settembre 1981), è un attore canadese.
È noto per il ruolo di George Samuel Kirk, il fratello di James T. Kirk, nella serie televisiva Star Trek: Strange New Worlds, parte del franchise di fantascienza Star Trek.

## Biografia
Ha ottenuto riconoscimenti per i suoi ruoli come Brandon Russell nella serie televisiva fantasy Good Witch e Giacomo Stuart nella serie The CW, Reign. Ha prestato la voce e il motion capture per Arno Dorian nel videogioco Assassin's Creed: Unity. Nell’aprile 2017 è entrato nel cast della serie Freeform The Bold Type nel ruolo di Ryan Decker.
Nel 2022 entra a far parte del cast di Star Trek: Strange New Worlds, ottava serie live action del franchise di fantascienza Star Trek, creata negli anni sessanta da Gene Roddenberry con la serie classica, e terza serie live action dell'Expanded Universe, creato da Alex Kurtzman con la serie televisive Star Trek: Discovery nel 2017. Vi interpreta il personaggio ricorrente di George Samuel Kirk, fratello del capitano James T. Kirk (Paul Wesley) e futuro capitano dell'astronave USS Enterprise NCC-1701. A bordo della medesima astronave Samuel Kirk è ufficiale scientifico sotto il comando di Christopher Pike (Anson Mount).

## Filmografia

### Attore

#### Cinema
- Death Race, regia di Paul W. S. Anderson  (2008)
- Red 2, regia di Dean Parisot (2013)

#### Televisione
- Vincere insieme (The Cutting Edge: Fire and Ice), regia di Stephen Herek – film TV (2010)
- Being Human – serie TV, episodio 1x03 (2011)
- Good Witch – serie TV, 25 episodi (2015-2019)
- Dark Matter – serie TV, episodio 1x08 (2015)
- Beauty and the Beast – serie TV, episodio 3x12 (2015)
- Fargo – serie TV, episodio 2x08 (2015)
- Reign – serie TV, 18 episodi (2016-2017)
- Designated Survivor – serie TV, episodi 2x15-2x16-2x17 (2018)
- The Bold Type – serie TV, 28 episodi (2017-2021)
- Innamorarsi a Parigi (A Paris Romance), regia di Alex Zamm – film TV (2019)
- Natale alle Highlands (Christmas in the Highlands), regia di Ryan Alexander Dewar – film TV (2019)
- Ghosts of Christmas Past, regia di Virginia Abramovich – film TV (2021)
- Home for a Royal Heart, regia di Graeme Campbell – film TV (2022)
- C'era una volta a Shaw Bay (A Royal Seaside Romance), regia di Graeme Campbell - film TV (2022)
- Star Trek: Strange New Worlds – serie TV, 11 episodi (2022-2025)
- The Big Cigar, regia di Don Cheadle, Damon Thomas e Tiffany Johnson – miniserie TV, puntata 2 (2024)
- North of North – serie TV, episodio 1x06 (2025)

### Doppiatore

#### Videogiochi
- Samurai Warriors 2 (2007)
- Assassin's Creed III (2012)
- Assassin's Creed IV: Black Flag (2013)
- Impire (2013)
- Assassin's Creed: Unity (2014)
- Assassin's Creed Valhalla - L'assedio di Parigi (Assassin's Creed Valhalla: The Siege of Paris) (2021)

## Doppiatori italiani
Nelle versioni in italiano delle opere in cui ha recitato, Dan Jeannotte è stato doppiato da:
- Francesco Venditti in Good Witch, The Bold Type (2ª voce)
- Emanuele Ruzza in The Bold Type (1ª voce)
- Alberto Franco in Our Christmas Mural
- Gabriele Patriarca in Designated Survivor
- Giuseppe Ippoliti in Star Trek: Strange New Worlds

Come doppiatore è sostituito da:
- Massimo Di Benedetto in Assassin's Creed: Unity